# Savignia pseudofrontata
Savignia pseudofrontata là một loài nhện trong họ Linyphiidae.
Loài này thuộc chi Savignia. Savignia pseudofrontata và được Kap Yong Paik miêu tả khoa học lần đầu tiên năm 1978.